# Mistrzostwa Europy w Pływaniu 1966
11. Mistrzostwa Europy w Pływaniu odbyły się w Utrechcie w Holandii w dniach 20–27 sierpnia 1966 roku, pod patronatem Europejskiej Federacji Pływackiej (LEN – Ligue Européenne de Natation). Oprócz zawodów pływackich na basenie 50-metrowym, zawodnicy rywalizowali także w skokach do wody.

## Mężczyźni

### 100 m stylem dowolnym mężczyzn
| Miejsce | Zawodnik        | Narodowość      | Czas |
| ------- | --------------- | --------------- | ---- |
|         | Bob McGregor    | Wielka Brytania | 53,7 |
|         | Leonid Iljiczew | ZSRR            | 54,3 |
|         | Udo Poser       | NRD             | 54,8 |

### 400 m stylem dowolnym mężczyzn
| Miejsce | Zawodnik              | Narodowość | Czas   |
| ------- | --------------------- | ---------- | ------ |
|         | Frank Wiegand         | NRD        | 4:11,1 |
|         | Siemion Belitz-Geyman | ZSRR       | 4:13,2 |
|         | Alain Mosconi         | Włochy     | 4:13,6 |

### 1500 m stylem dowolnym mężczyzn
| Miejsce | Zawodnik              | Narodowość      | Czas    |
| ------- | --------------------- | --------------- | ------- |
|         | Siemion Belitz-Geyman | ZSRR            | 16:58,5 |
|         | Alan Kimber           | Wielka Brytania | 17:13,2 |
|         | Aleksandr Płetniew    | ZSRR            | 17:17,9 |

### 200 m stylem grzbietowym mężczyzn
| Miejsce | Zawodnik       | Narodowość | Czas   |
| ------- | -------------- | ---------- | ------ |
|         | Jurij Gromak   | ZSRR       | 2:12,9 |
|         | Jaime Monzó    | Hiszpania  | 2:15,7 |
|         | Joachim Rother | NRD        | 2:16,7 |

### 200 m stylem klasycznym mężczyzn
| Miejsce | Zawodnik            | Narodowość | Czas   |
| ------- | ------------------- | ---------- | ------ |
|         | Heorhij Prokopenko  | ZSRR       | 2:30,0 |
|         | Aleksandr Tutakajew | ZSRR       | 2:30,3 |
|         | Egon Henninger      | NRD        | 2:30,5 |

### 200 m stylem motylkowym mężczyzn
| Miejsce | Zawodnik            | Narodowość | Czas   |
| ------- | ------------------- | ---------- | ------ |
|         | Walentin Kuzmin     | ZSRR       | 2:10,2 |
|         | Horst–Günter Gregor | NRD        | 2:10,6 |
|         | Anatolij Skawronski | ZSRR       | 2:11,2 |

### 400 m stylem zmiennym mężczyzn
| Miejsce | Zawodnik        | Narodowość | Czas   |
| ------- | --------------- | ---------- | ------ |
|         | Frank Wiegand   | NRD        | 4:47,9 |
|         | Andriej Dunajew | ZSRR       | 4:48,7 |
|         | Klaus Katzur    | NRD        | 4:55,7 |

### 4×100m stylem dowolnym mężczyzn
| Miejsce | Zawodnicy                                                        | Narodowość | Czas   |
| ------- | ---------------------------------------------------------------- | ---------- | ------ |
|         | Frank Wiegand Udo Poser Horst Gregor Peter Sommer                | NRD        | 3:36,8 |
|         | Leonid Iljiczew Wiktor Mazanow Georgij Kulikow Władimir Szuwałow | ZSRR       | 3:37,5 |
|         | Lester Eriksson Goran Jansson Ingvar Eriksson Jan Lundin         | Szwecja    | 3:39,0 |

### 4×200m stylem dowolnym mężczyzn
| Miejsce | Zawodnicy                                                                  | Narodowość | Czas   |
| ------- | -------------------------------------------------------------------------- | ---------- | ------ |
|         | Leonid Iljiczew Siemion Belitz-Geyman Aleksandr Płetujew Jewgienij Nowikow | ZSRR       | 8:00,2 |
|         | Horst Gregor Alfred Muller Udo Poser Frank Wiegand                         | NRD        | 8:01,6 |
|         | Lester Eriksson Olle Ferm Ingvar Eriksson Jan Lundin                       | Szwecja    | 8:04,3 |

### 4×100m stylem zmiennym mężczyzn
| Miejsce | Zawodnicy | Narodowość | Czas   |
| ------- | --------- | ---------- | ------ |
|         |           | ZSRR       | 4:02,4 |
|         |           | NRD        | 4:02,9 |
|         |           | Węgry      | 4:05,9 |

### Skoki do wody

#### Skoki z trampoliny 3-metrowej mężczyzn
| Miejsce | Zawodnicy        | Narodowość | Punkty |
| ------- | ---------------- | ---------- | ------ |
|         | Michaił Safonow  | ZSRR       | 155,27 |
|         | Tord Andersson   | Szwecja    | 146,30 |
|         | Giorgio Cagnotto | Włochy     | 146,21 |

#### Skoki z wieży 10-metrowej mężczyzn
| Miejsce | Zawodnik         | Narodowość      | Punkty |
| ------- | ---------------- | --------------- | ------ |
|         | Klaus Dibiasi    | Włochy          | 162,92 |
|         | Brian Phelps     | Wielka Brytania | 152,01 |
|         | Jerzy Kowalewski | Polska          | 143,13 |

## Kobiety

### 100 m stylem dowolnym kobiet
| Miejsce | Zawodniczka     | Narodowość      | Czas   |
| ------- | --------------- | --------------- | ------ |
|         | Martina Grunert | NRD             | 1:01:2 |
|         | Judit Turóczy   | Węgry           | 1:02:1 |
|         | Pauline Sillett | Wielka Brytania | 1:02:5 |

### 400 m stylem dowolnym kobiet
| Miejsce | Zawodniczka       | Narodowość | Czas   |
| ------- | ----------------- | ---------- | ------ |
|         | Claude Mandonnaud | Francja    | 4:48,2 |
|         | Ada Kok           | Holandia   | 4:48,7 |
|         | Tamara Sosnowa    | ZSRR       | 4:50,1 |

### 100 m stylem grzbietowym kobiet
| Miejsce | Zawodniczka      | Narodowość      | Czas   |
| ------- | ---------------- | --------------- | ------ |
|         | Christin Caron   | Francja         | 1:08,1 |
|         | Linda Ludgrove   | Wielka Brytania | 1:08,9 |
|         | Cristina Balaban | Rumunia         | 1:09,7 |

### 200 m stylem klasycznym kobiet
| Miejsce | Zawodniczka               | Narodowość      | Czas   |
| ------- | ------------------------- | --------------- | ------ |
|         | Galina Prozumienszczikowa | ZSRR            | 2:40,8 |
|         | Irina Pozdniakowa         | ZSRR            | 2:41,9 |
|         | Jill Slattery             | Wielka Brytania | 2:47,9 |

### 100 m stylem motylkowym kobiet
| Miejsce | Zawodniczka   | Narodowość | Czas   |
| ------- | ------------- | ---------- | ------ |
|         | Ada Kok       | Holandia   | 1:05,6 |
|         | Heike Hustede | RFN        | 1:06,3 |
|         | Eila Pyrhönen | Finlandia  | 1:07,8 |

### 400 m stylem zmiennym kobiet
| Miejsce | Zawodniczka      | Narodowość | Czas   |
| ------- | ---------------- | ---------- | ------ |
|         | Bettie Heukles   | Holandia   | 5:25,0 |
|         | Heidi Pechstein  | NRD        | 5:26,0 |
|         | Ludmiła Kasijewa | ZSRR       | 5:28,4 |

### 4×100m stylem dowolnym kobiet
| Miejsce | Zawodniczki | Narodowość | Czas   |
| ------- | ----------- | ---------- | ------ |
|         |             | ZSRR       | 4:11,3 |
|         |             | Szwecja    | 4:12,2 |
|         |             | Holandia   | 4:12,8 |

### 4×100m stylem zmiennym kobiet
| Miejsce | Zawodniczki | Narodowość      | Czas   |
| ------- | ----------- | --------------- | ------ |
|         |             | Holandia        | 4:36,4 |
|         |             | ZSRR            | 4:38,2 |
|         |             | Wielka Brytania | 4:38,4 |

### Skoki do wody

#### Skoki z trampoliny 3-metrowej kobiet
| Miejsce | Zawodniczka      | Narodowość | Punkty |
| ------- | ---------------- | ---------- | ------ |
|         | Wiera Bakłanowa  | ZSRR       | 136,59 |
|         | Delia Reinhard   | NRD        | 136,05 |
|         | Tamara Fiedosowa | ZSRR       | 133,23 |

#### Skoki z wieży 10-metrowej kobiet
| Miejsce | Zawodniczka        | Narodowość | Punkty |
| ------- | ------------------ | ---------- | ------ |
|         | Natalia Kuzniecowa | ZSRR       | 100,93 |
|         | Ingeborg Petrmayr  | Austria    | 94,52  |
|         | Gabriele Schöpe    | NRD        | 91,22  |

## Klasyfikacja medalowa
| Klasyfikacja medalowa |                 |    |   |   |     |
| Lp.                   | Państwo         | Z  | S | B | R-m |
| 1                     | ZSRR            | 11 | 7 | 5 | 23  |
| 2                     | NRD             | 4  | 6 | 5 | 15  |
| 3                     | Holandia        | 3  | 1 | 1 | 5   |
| 4                     | Francja         | 2  | 0 | 1 | 3   |
| 5                     | Wielka Brytania | 1  | 2 | 3 | 6   |
| 6                     | Włochy          | 1  | 0 | 1 | 2   |
| 7                     | Szwecja         | 0  | 2 | 2 | 4   |
| 8                     | Węgry           | 0  | 1 | 1 | 2   |
| 9                     | Austria         | 0  | 1 | 0 | 1   |
| 9                     | Hiszpania       | 0  | 1 | 0 | 1   |
| 9                     | RFN             | 0  | 1 | 0 | 1   |
| 12                    | Finlandia       | 0  | 0 | 1 | 1   |
| 12                    | Polska          | 0  | 0 | 1 | 1   |
| 12                    | Rumunia         | 0  | 0 | 1 | 1   |